# The Best of Sepultura
Albums de Sepultura
Dante XXI
(2006) A-Lex
(2009)
The Best of Sepultura est un album de compilation du groupe de thrash metal brésilien Sepultura, sorti en 2006 sous le label Roadrunner Records. Le disque a été édité sans l'accord des membres du groupe, et n'est donc pas considéré comme officiel d'après eux.

## Musiciens et technique
Sepultura
- Max Cavalera - chant, guitare rythmique
- Jairo Guedez - guitare sur le titre Troops of Doom
- Andreas Kisser - guitare
- Paulo Jr. - guitare basse
- Igor Cavalera - batterie, percussions

## Liste des chansons
| No  | Titre                | Durée |
| --- | -------------------- | ----- |
| 1.  | Troops of Doom       | 3:17  |
| 2.  | Beneath the Remains  | 5:11  |
| 3.  | Inner Self           | 5:07  |
| 4.  | Arise                | 3:17  |
| 5.  | Dead Embryonic Cells | 4:52  |
| 6.  | Desperate Cry        | 6:43  |
| 7.  | Refuse/Resist        | 3:19  |
| 8.  | Territory            | 4:47  |
| 9.  | Slave New World      | 2:55  |
| 10. | Biotech is Godzilla  | 1:52  |
| 11. | Roots Bloody Roots   | 3:32  |
| 12. | Attitude             | 4:15  |
| 13. | Ratamahatta          | 4:30  |